# Экспансия австронезийцев

Хронологическое расселение австронезийцев

Экспансия австронезийцев носила морской характер, охватывала значительные акватории Тихого океана и, частично, Индийского океана. Предпосылкой экспансии стало освоение австронезийцами навигации, мореплавания и консервирования.
Изначальной прародиной австронезийцев был Восточный Китай (междуречье Хуанхэ и Янцзы, а также Фуцзянь), откуда они еще в неолите были вытеснены на Тайвань синотибетцами.

## Транспорт
Основными транспортными средствами австронезийцев были каноэ с аутригером (катамаран) длиной 20-40 метров, который был снабжен треугольным парусом проа из листьев пандануса. Такой парус позволял идти под острым углом к ветру. На полинезийских языках каноэ называлось вака. Для крепления частей судна использовались шнуры из кокосового волокна. Крупные суда вмещали до 100 человек. Помимо людей суда содержали запас продовольствия, саженцы растений и домашних животных. Скорость реконструированного грузового полинезийского каноэ достигала 10 узлов.

## Навигация
Австронезийцы не имели компаса или иных астрономических приборов, однако они могли безошибочно выбирать нужное направление в океане. Круг горизонта они делили на 16 секторов, отсчитывая с востока — восхода солнца (гав. Lā). Ночью ориентиром служили звезды — Антарес (гав. Lehua Kona), Полярная звезда (гав. Hōkūpa'a), а также созвездия (Пояс Ориона, Южный Крест). Австронезийцы различали до 200 звезд. Расстояние измеряли суточным переходом (144 мили). В Микронезии существовали своеобразные морские карты с прутьями, обозначающими морские течения, и раковинами для обозначения островов.

## Первая волна

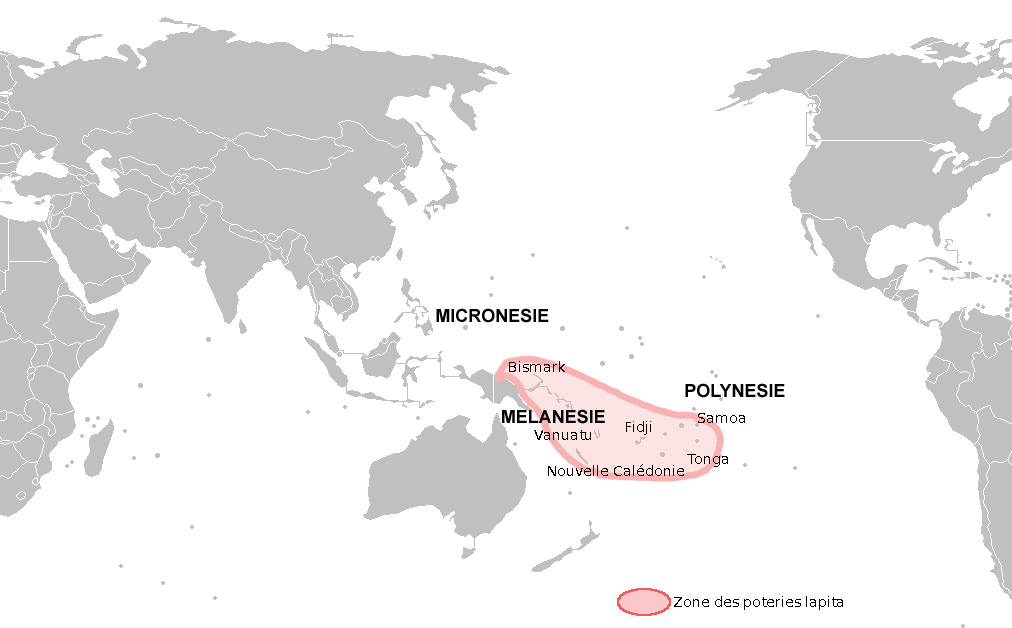
Ареал распространения культуры лапита во II тыс. до н. э.

В XV—XI веках до н. э. происходит заселение Индонезии австронезийцами-протомалайцами из региона Юньнань, возможно, через территорию Тайваня и Филиппин, поскольку Индокитай населяли народы иной австроазиатской языковой группы. Австронезийцы также достигли и берегов Новой Гвинеи, однако не смогли закрепиться там из-за малярии и двинулись к Соломоновым островам. Оттуда они достигают Фиджи и Вануату. Далее австронезийцы достигают Самоа. Здесь происходит формирование океанийской неолитической культуры лапита. Основным транспортным средством для совершения морских миграций был проа, на которых австронезийцы перевозили собак, свиней и кур, а также агрокультуры ямс, таро, бананы. В эпоху первой волны расселения австронезийцы достигли Австралии. Следом их пребывания на этом материке является одичавшая собака динго.

## Вторая волна
На рубеже нашей эры начинается вторая волна австронезийской экспансии. С острова Самоа заселяются Маркизские острова и Таити. С Маркизских островов австронезийские мореходы достигают Гавайев. Вторым очагом второй волны австронезийской экспансии становится Калимантан, откуда в III—VI веках происходит заселение Мадагаскара.

## Третья волна
В XIII веке начинается третья волна австронезийской экспансии, очагом которой являются Таити. Отсюда заселяется остров Пасхи, Новая Зеландия и, повторно, Гавайи. С Маркизских островов заселяются острова Гамбье. В этот период рождается цикл легенд о Мауи. Ряд косвенных данных свидетельствует, что восточным пределом расселения австронезийцев была Южная Америка, где они, предположительно, оставили генетический след в популяции бразильских индейцев ботокудо, у которых обнаружена митохондриальная гаплогруппа B4a1a1. Однако, это скорее всего потомки женщин-рабынь из Мадагаскара, которые были похищены индейцами или сбежали от рабовладельцев и нашли убежище у ботокудо. Существует предположение, что австронезийцы на обратном пути из Америки завезли в Океанию батат. Но по данным генетического анализа одного из образцов, американский и полинезийский виды батата разошлись около 100 тысяч лет назад, а семена батата попали в Полинезию по воде или при помощи птиц. Вместе с тем ряд исследователей оспаривают этот вывод, указывая на археологические и лингвистические доказательства импорта батата из Южной Америки, включая совпадение названия батата в полинезийском языке (kuumala) и языках андских индейцев (kumara или cumal), а также отсутствие доказательство возможности распространения семян батата в соленой воде или по ветру.